# Boeing Pelican
A Boeing Pelican ULTRA (Ultra Large Transport Aircraft) volt a Boeing Phantom Works tervezett ekranoplán, merev szárnyú repülőgépe.

## Fejlesztése
A repülőgép célja az lett volna, hogy nagy kapacitású, vízi közlekedésű katonai vagy polgári gépként használható legyen. Tervezett szárnyfesztávolsága 150 méter, hasznos terhelése 1400 tonna, hatótávolsága 18 000 km. A repülőgépet négy légcsavaros gázturbina működtetné, amelyekkel 6-15 méteres magasságon repülne a víz felett, bár képes lenne 6100 méteres magasságon is repülni, csökkentett hatótávolsággal (12 000 kilométert megtenni). Hagyományos kifutópályát használna, a törzsben oldalanként 38, összesen pedig 76 kerékkel.
A koncepcióról nincs további információ 2002 óta.

## Műszaki adatok

### Általános jellemzők
- Hossz: 122 m
- Fesztáv: 152 m
- Magasság: 6 m
- Szárnyfelület: >4000 m²[1]
- Hasznos teher: 1400 tonna

### Teljesítmény
- Utazó sebesség: 240 csomó a talaj felett (445 km/h)

## Lásd még
- Határfelület-repülőgép

 Hasonló repülőgépek 
- Be–2500
- A–90 Orljonok